# 용인 보광사 신중탱화
용인 보광사 신중탱화는 대한민국 경기도 용인시 처인구 유방동, 보광사에 있는, 조선시대의 불화이다. 2009년 11월 20일 용인시의 향토문화재 제64호로 지정되었다.